# بيركهولدرية حمضية
بيركهولدرية حمضية (الاسم العلمي: Burkholderia acidipaludis) هي نوع من البكتيريا، سلبية الغرام، تتبع جنس البيركهولدرية.